# 芍药居北里小区
39°59′13.56″N 116°25′49.11″E / 39.9871000°N 116.4303083°E

芍药居北里小区位置示意图

芍药居北里小区（简称为芍药居北里）位于北京市东北部地区，东起京承高速公路，南至文学馆路，西至育慧南路，北至北四环东路。小区由两个社区组成，以 305 号楼为界，西部芍药居一社区，东部为芍药居二社区。与望京、亚运村地区毗邻，是北京城区东北部居住区的重要组成部分。据官方统计数据，小区共有 52 栋居民楼，总占地面积为 544,248 平方米，常住人口 20,293 人。
芍药居北里小区由北京市朝阳区太阳宫乡政府分管，本小区邮政编码为 100029。

## 周边设施

### 文化与教育
中国现代文学馆位于本小区的西南方，具体位置在育慧南路与文学馆路交道口处。文学馆在每隔周日上午有免费的“在文学馆听讲座”活动。
人民大学附属中学朝阳分校的幼儿园、小学与初中部位于小区内，而高中部则位于地铁芍药居站东南侧。人大附中朝阳分校于2010年5月底开建，2011年9月新生开始入学，同年合并芍药居幼儿园与芍药居小学并统一品牌。
小区附近有对外经济贸易大学和北京联合大学两所高等学校，小区西侧高原街有一所北京西藏中学。

### 购物
小区内部有数个小型超市，在西门（101 号楼西南侧）和南门（305 号楼南侧）附近有两个 24 小时便利店。
临近的商业购物场所有远洋未来广场，华堂商场亚运村店，物美超市惠新西街店，居然之家北四环店，宜家家居四元桥商场等。

### 医疗
芍药居社区卫生服务站位于小区 203 楼一层南侧，医院代码为 05162033，上级机构为朝阳区太阳宫社区卫生服务中心（医院代码为 05110013）。但此社区卫生服务站不能注射疫苗，需前往位于朝阳区柳芳南里15号楼的香河园社区卫生服务中心处理。
在小区西南侧的 315 号楼底商，有一家北京朝阳中西医结合医院。离小区最近的三甲医院为中日友好医院，搭乘公交 119 路可以直达。

### 政府机构
芍药居一社区居委会位于 219 号楼五层，芍药居二社区居委会则位于 203 号楼。
分管芍药居一、二社区的上级主管部门为太阳宫地区，太阳宫地区办事处位于朝阳区太阳宫南街 7 号院。

## 交通信息

### 公交车
小区北门最近的公交车站为望和桥站，途径的公交车有：特9路外环（仅往西部方向）、专22路（仅工作日早晚高峰）、125路（仅往东部方向）、运通201线、361路、408路、409路、422路、594路、656路、660路、696路、740路（含内、外环）、944路、983路、运通101线和运通113线。
小区南门最近的公交车站为芍药居站，途径的公交车有：119路、125路。
小区西门最近的公交车站为育慧南路站，途径的公交车有：119路（仅往南部方向）、125路、409路和422路。

### 地铁
离小区最近的地铁站为地铁芍药居站，位于小区南门往南两公里左右，可以搭乘10号线与13号线。在工作日上下班高峰时间，可以搭乘专22路穿梭巴士前往地铁芍药居站。
亦可在小区北门搭乘往西部方向开行的公交车，在公交安慧桥东站换乘地铁5号线。